# Арарат
Планина Арарат (тур. Ağrı Dağı; хебр. אררט), највиши врх у савременој Турској, снегом покривена успавана вулканска купа висока 5.165 m, налази се на североистоку Турске, 16 km западно од Ирана и 32 km јужно од Јерменије. У Књизи постања ова планина се означава као место где се насукала Нојева барка после потопа. Експедиција научника из Хонг Конга и Холандије 2014. године спустила се кроз платформе структура̂ за које се из предања каже да су остаци Нојеве барке и документовала видео материјалима сачуване просторије од дрвених дебла заштићене ледом и стврднутом вулканском лавом и разне предмете у њима.
Мањи врх, Мали Арарат (3.896 m), уздиже се југоисточно од главног врха. Плато од лаве протеже се између два врхунца. Технички, Арарат је стратовулкан, формиран од бујица лаве и ужарених стена. Арарат припада Кавкаском масиву.
Последња активност планине био је велики земљотрес у јулу 1840, са средиштем око кланца Ахора, североисточна провалија која се обрушава 1.825 метара од врха планине.

## Симболизам
Иако се планина налази у Турској, Арарат је национални симбол Јерменије, где се понекад назива Масис (Մասիս), и некада је био јерменска територија док није пала под турску контролу око 1915. Планина Арарат представљена је у средишту грба Јерменије. Планина се јасно види са скоро свих локација у Јерменији, укључујући главни град Јереван (заправо, најбоље се види из манастира Хор Бирап), а јерменски уметници га често приказују на сликама, опсидијанским гравурама и таблама за бекгемон. Без обзира на то турске власти строго контролишу странце који се пењу на Арарат и не дозвољавају Јерменима успон.

## Успон
Успон на Арарат се најчешће изводи са јужне стране из Догубајазита. Макадамски пут води до 2200 m одакле се пут наставља пешице. Курди номади који живе на обронцима планине, обављају пренос ствари, па чак и људи на коњима и мазгама до висине од 4200 m. Први базни логор смештен је на 3200 m и у њему постоји техничка вода, а од домородаца је могуће купити воду за пиће. Пут до њега је благ и широк, док се одатле нагиб терена нагло повећава, а промену нагиба прати и нестанак вегетације. На висини од око 3800 m се налази зимски базни логор. Највиша тачка до које коњи и мазге износе опрему је мали плато на око 4200 m на ком се током летњих месеци налази други базни логор из кога се креће на успон. Поред логора се налази урвина која је остала отапањем ледника у којој се са времена на време руше стене уз страховиту буку. У логору постоји вода за пиће тзв. снежница(вода настала топљењем снега). Из овог базног логора се најчешће креће на завршни успон, иако постоји још један базни логор на већој висини за случај нужде, а успон по камењару траје све до 4900m на колико се налази граница вечитог снега.